# Rhionaeschna draco
Rhionaeschna draco – gatunek ważki z rodziny żagnicowatych (Aeshnidae). Występuje na terenie Ameryki Południowej.